# 모허 절벽
모허 절벽(아일랜드어: Aillte an Mhothair→파멸의 절벽)은 아일랜드 클래어주 버런 남서쪽에 위치한 절벽이다.
대서양에서 우뚝 솟은 절벽의 높이는 해그스 헤드에서 120m, 8km 떨어진 가장 높은 지점인 오브라이언 탑의 정북쪽으로 214m에 달한다. 맑은 날에는 골웨이 베이에 떠 있는 애런 제도와 코네마라의 계곡과 언덕이 보인다.
오브라이언 탑은 절벽의 대략 중간 지점에 우뚝 솟아 있는 원형 석조탑이다. 코넬리어스 오브라이언에 의해 1835년에 구경꾼을 감시하기 위해 지어졌다. 탑의 꼭대기에서 애런 제도 및 골웨이 베이, 북쪽은 모음터르크스, 투웰브 벤스, 코네마라에서 남쪽 루프헤드까지 전망할 수 있다.
가까운 도시로는 리스캐너와 둘린이 있다.
모허 절벽은 많은 영화 및 뮤직비디오의 촬영지로 사용된다.

모허 절벽 - Cliffs of Moher
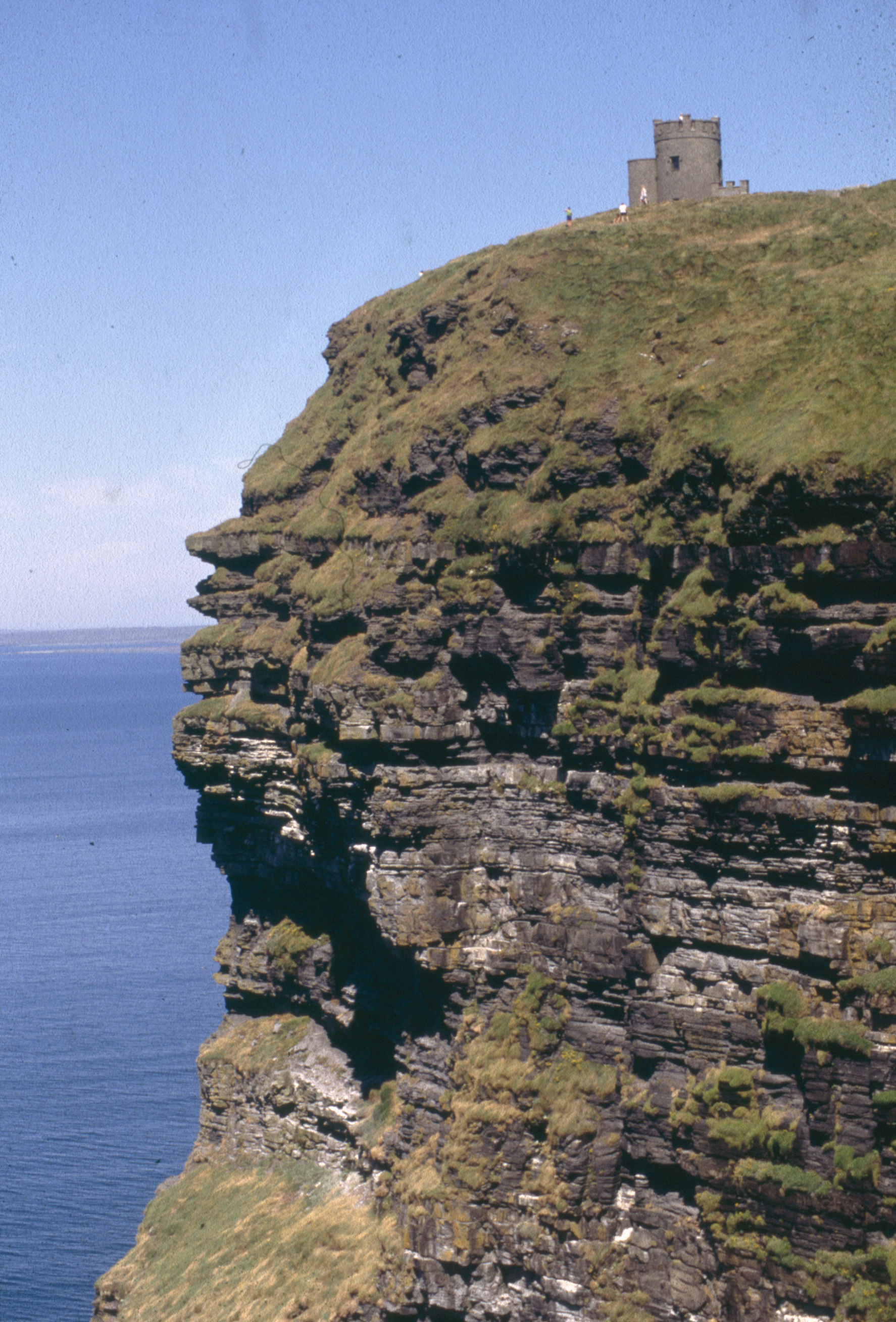
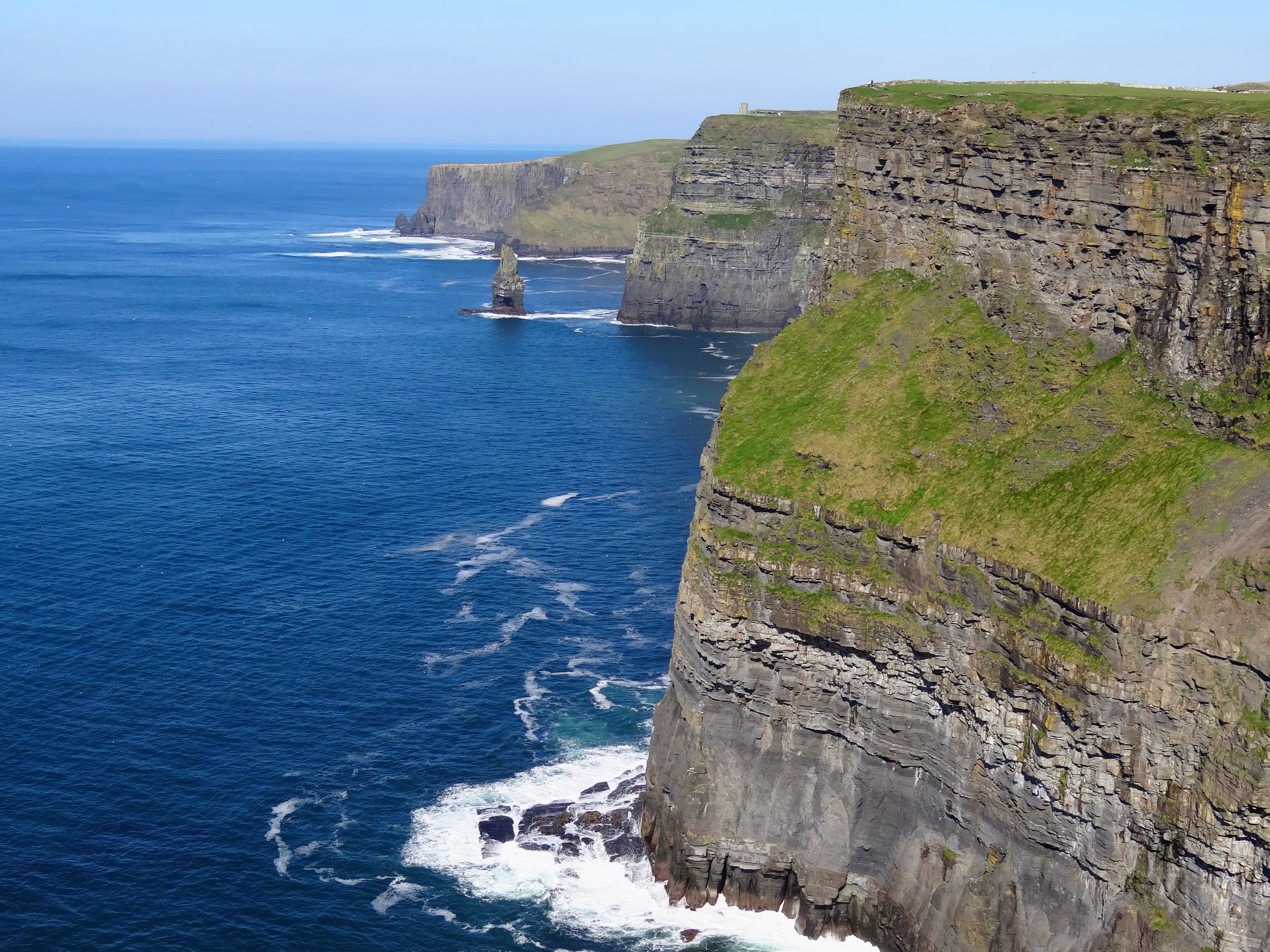
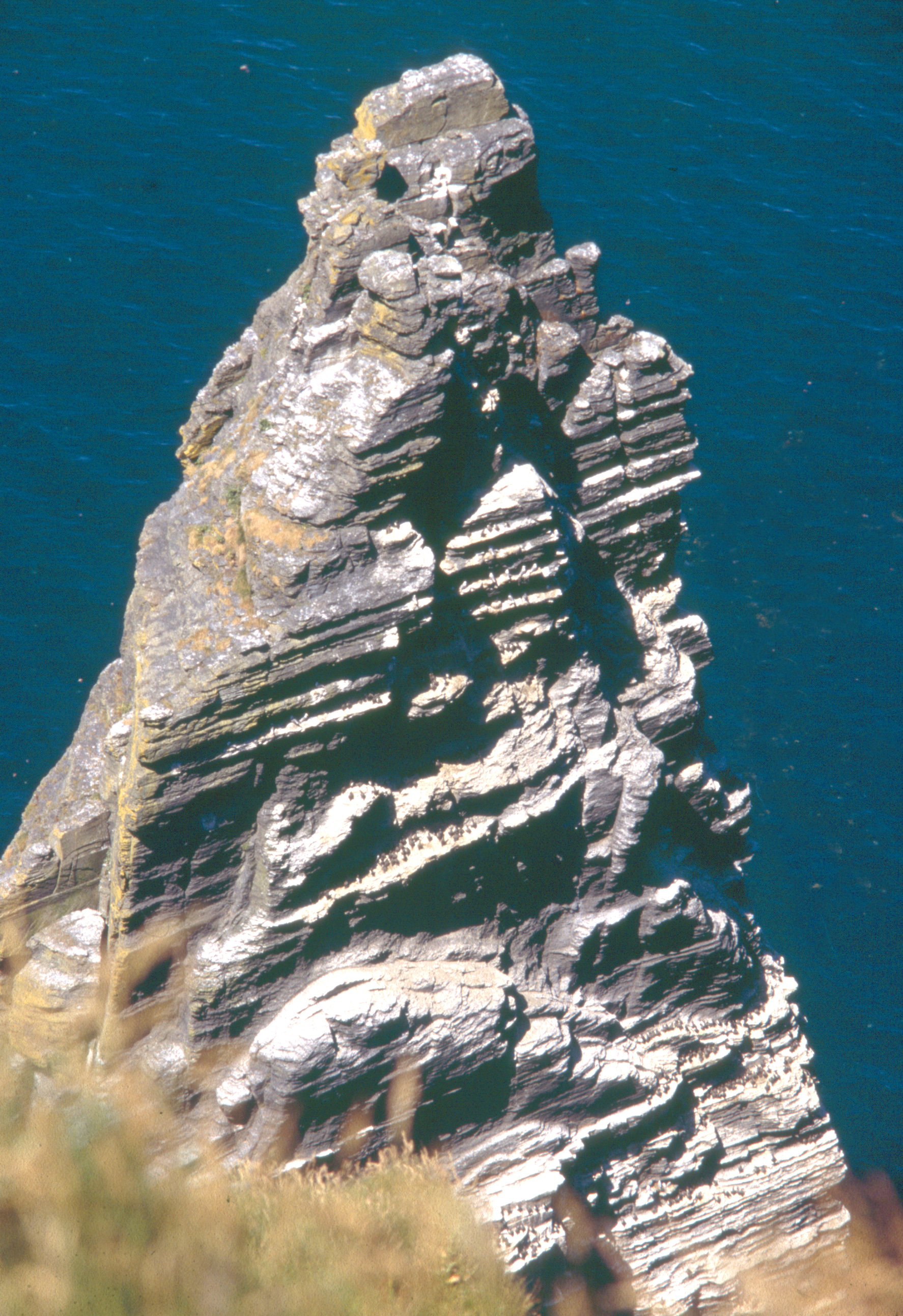
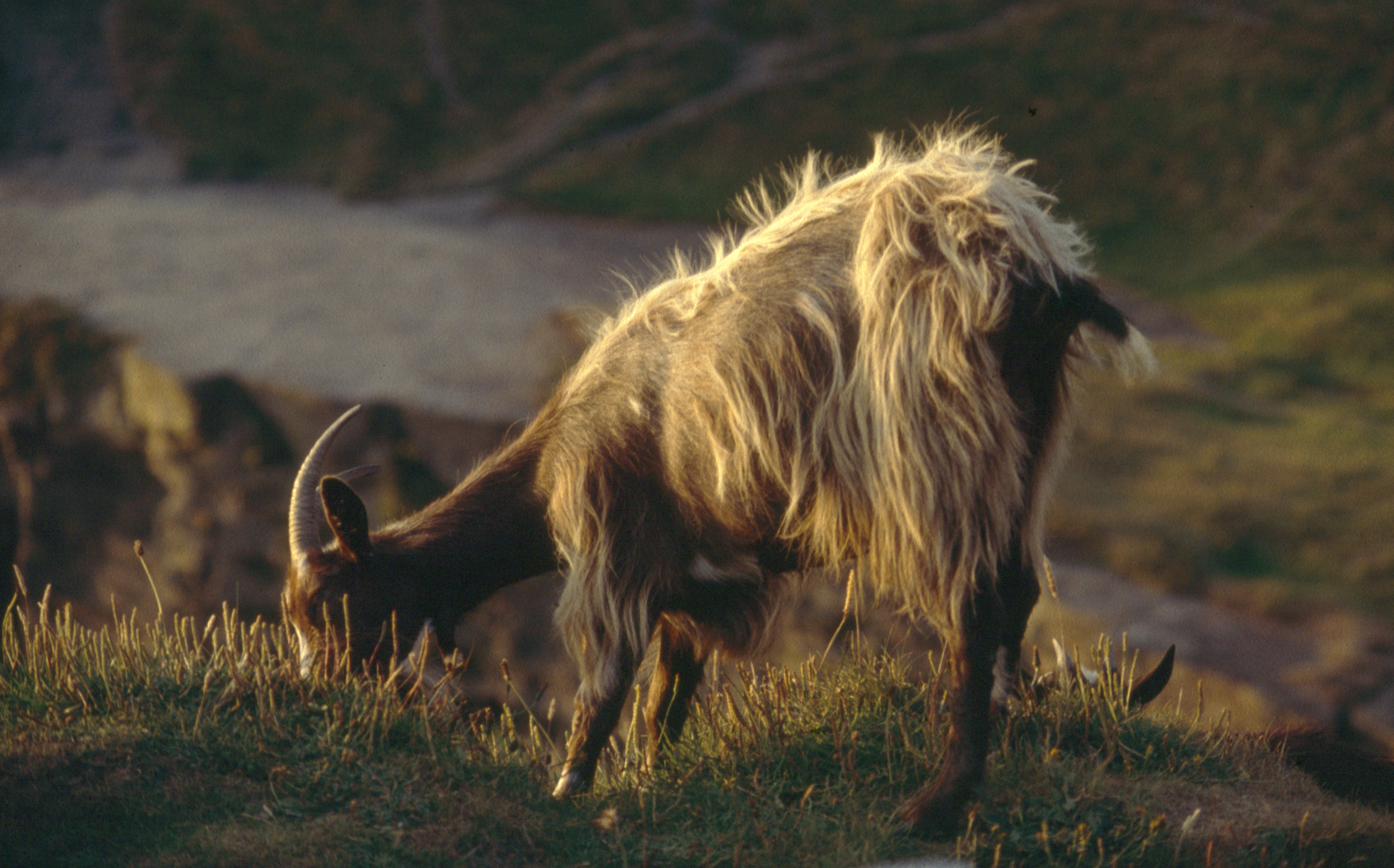
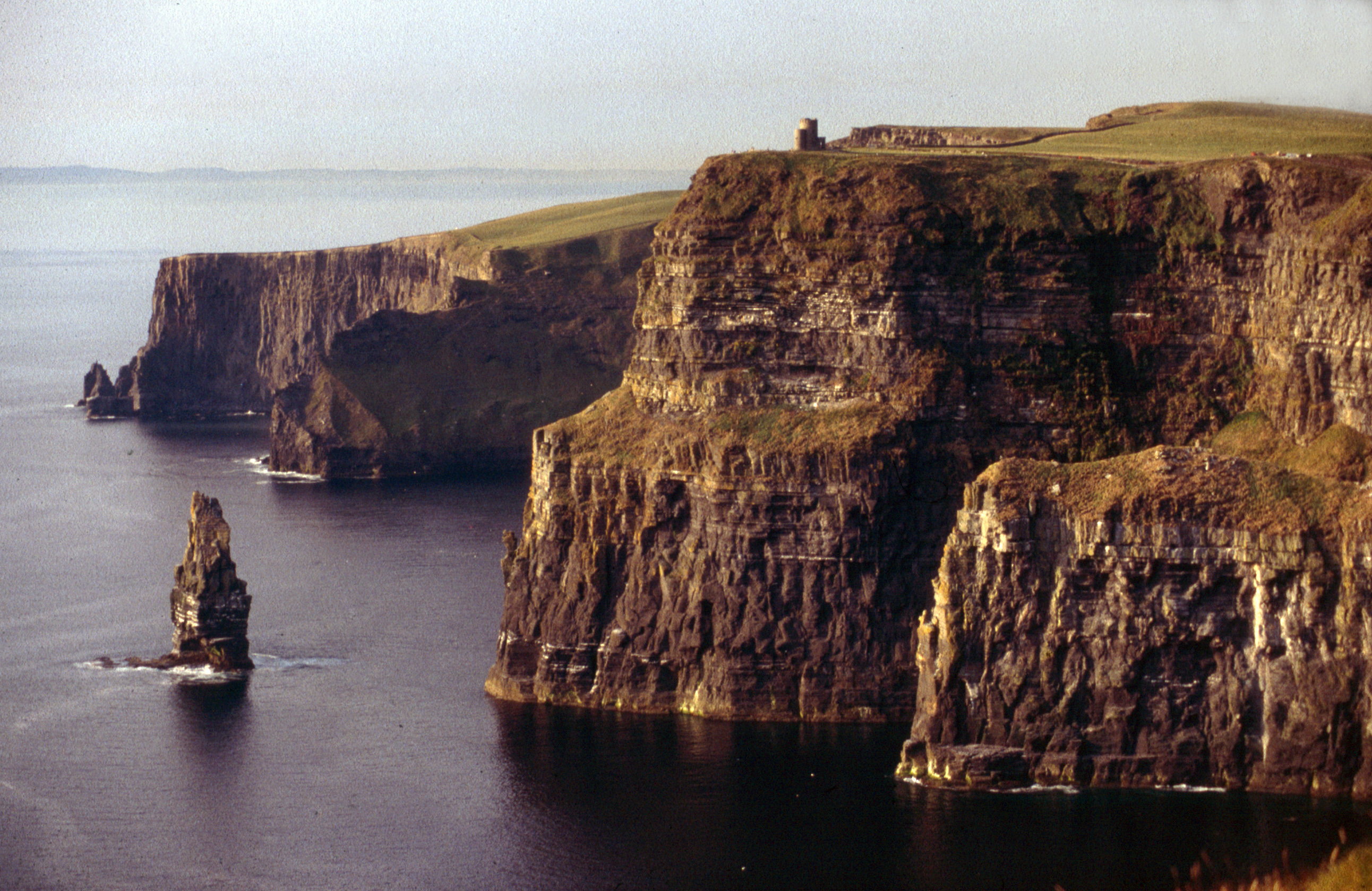
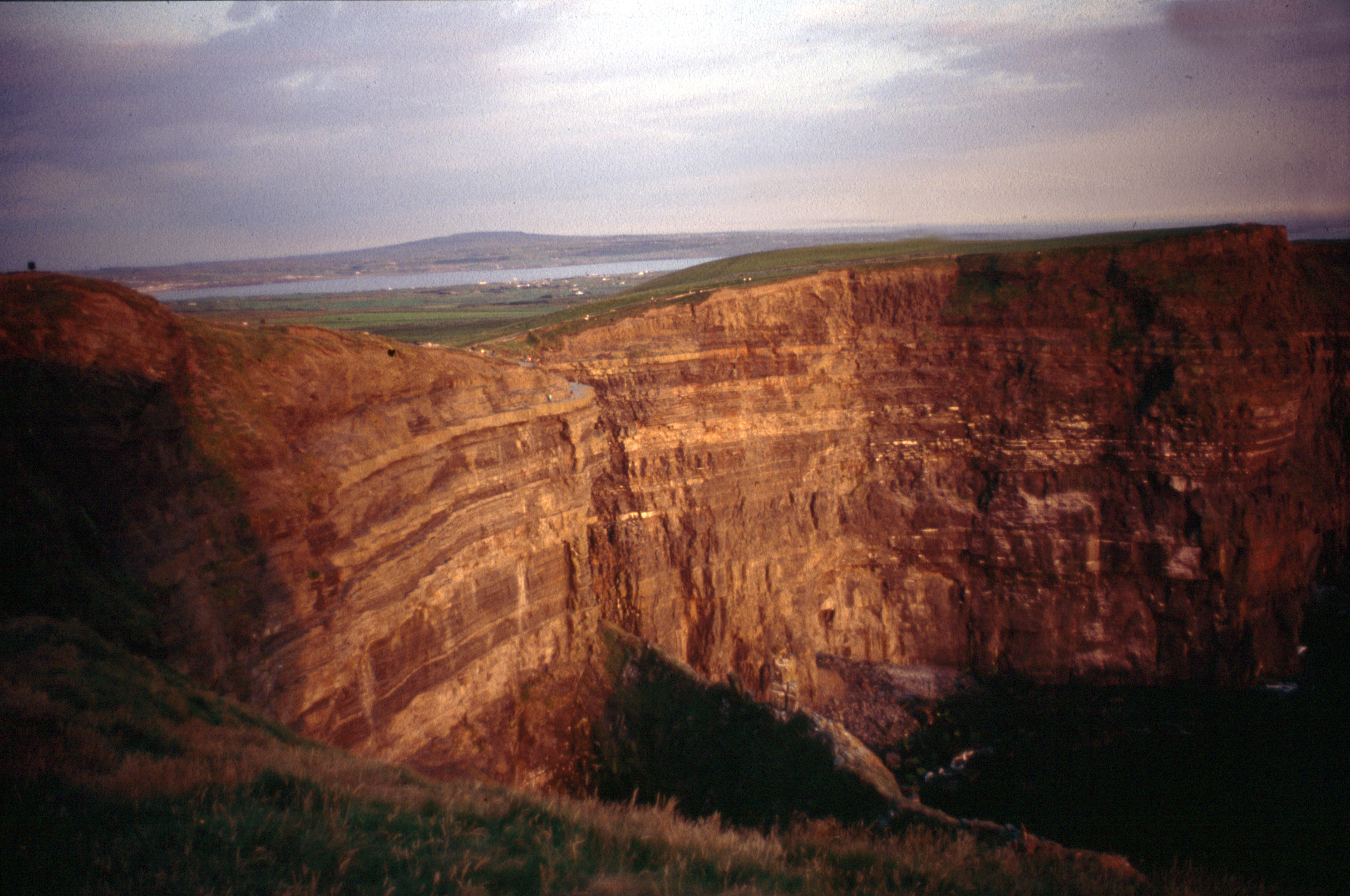
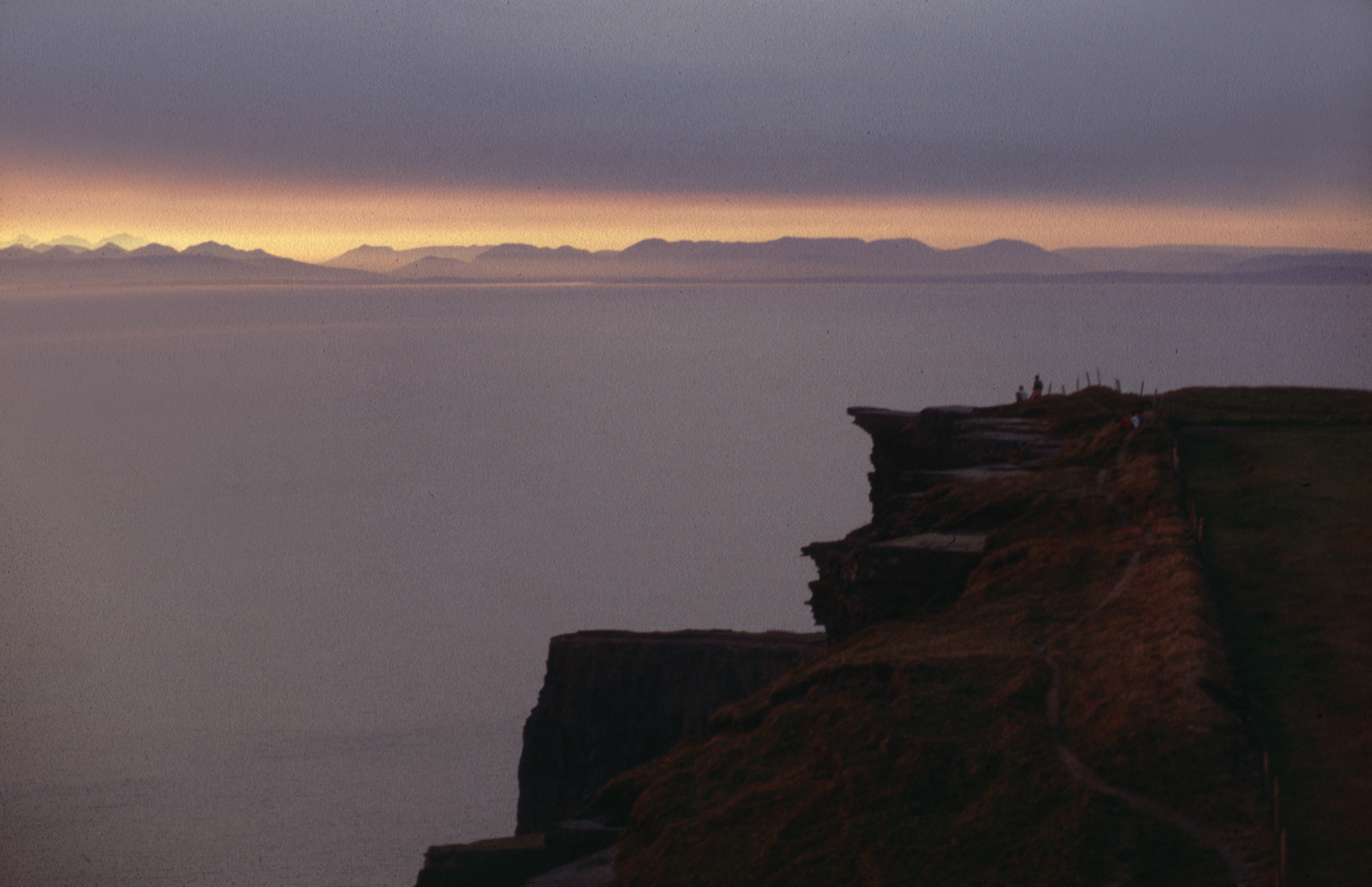
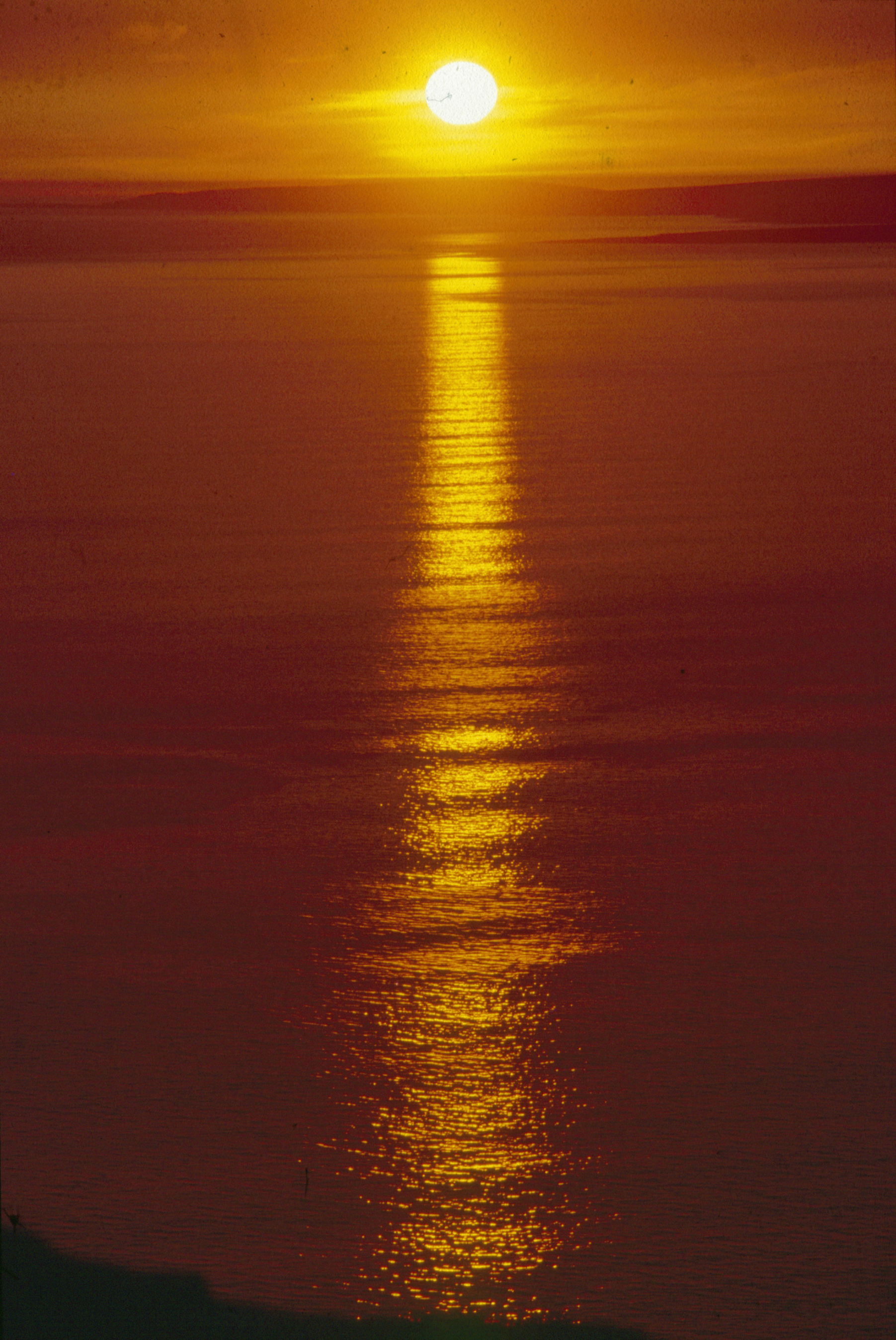